# Кастелвеки (Сијена)
Кастелвеки је насеље у Италији у округу Сијена, региону Тоскана.
Према процени из 2011. у насељу је живело 16 становника. Насеље се налази на надморској висини од 554 м.